# La revuelta
La Revuelta es el décimo álbum de estudio de la banda de rock argentina Bersuit Vergarabat y el primero sin el exlíder Gustavo Cordera. Fue lanzado el 27 de febrero de 2012 en Argentina. Cuenta con la participación de Andrés Calamaro y Vicentico. Su primer corte de difusión es la canción «Cambiar el alma».

## Presentación del disco
El álbum fue presentado el 1 de marzo en los estudios "Del Cielito". Interpretaron los temas: "Cambiar el alma", "Afónico", "La revuelta", "No te olvides", "La serpiente" y "Santa Cecilia". En el estudio estuvieron presentes numerosos periodistas y el evento fue transmitido en vivo por la página oficial de TN en la sección La Viola, con una entrevista a la banda. Además, presentaron el disco el 2 de junio en el Luna Park, con bandas invitadas como Los Auténticos Decadentes y La Franela.

## Lista de canciones
| N.º | Título                                                        | Letras                                | Música                                                                           | Duración |  |
| 1.  | «Cambiar el Alma»                                             | Oscar Righi, Chano Moreno Charpentier | Righi, Pepe Céspedes                                                             | 3:32     |  |
| 2.  | «No te Olvides»                                               | Ariel Prat                            | Céspedes                                                                         | 3:48     |  |
| 3.  | «Así Es»                                                      | Righi                                 | Céspedes                                                                         | 3:30     |  |
| 4.  | «Dios te Salve»                                               | Righi                                 | Daniel Suárez, Righi, Céspedes                                                   | 3:26     |  |
| 5.  | «Es Sólo una Parte» (con la participación de Andrés Calamaro) | Alberto Verenzuela                    | Verenzuela                                                                       | 2:54     |  |
| 6.  | «La Serpiente»                                                | Righi                                 | Germán Sbarbati, Suárez, Verenzuela, Righi, Carlos Martín, Céspedes, Juan Subirá | 3:07     |  |
| 7.  | «El Motor»                                                    | Suárez, Righi                         | Suárez, Righi, Sbarbati, Céspedes                                                | 2:58     |  |
| 8.  | «Santa Cecilia» (con la participación de Vicentico)           | Martín                                | Martín                                                                           | 2:51     |  |
| 9.  | «En el Muelle»                                                | Subirá                                | Céspedes                                                                         | 3:51     |  |
| 10. | «Cargamos»                                                    | Verenzuela                            | Verenzuela                                                                       | 4:25     |  |
| 11. | «Afónico»                                                     | Subirá                                | Céspedes                                                                         | 2:42     |  |
| 12. | «La Revuelta»                                                 | Subirá, Céspedes                      | Subirá, Céspedes, Sbarbati, Suárez, Verenzuela, Righi, Martín                    | 2:02     |  |

## Músicos
- Daniel Suárez: Voz y coros
- Germán Sbarbati: Voz y coros
- Juan Subirá: Teclados y voz
- Alberto Verenzuela: Guitarra y voz
- Oscar Righi: Guitarra
- Pepe Céspedes: Bajo
- Carlos Martín: Batería

## Videoclips
- "Cambiar el alma"
- "No te olvides"
- "Dios te salve"
- "Así es"